# Trapista (pivo)

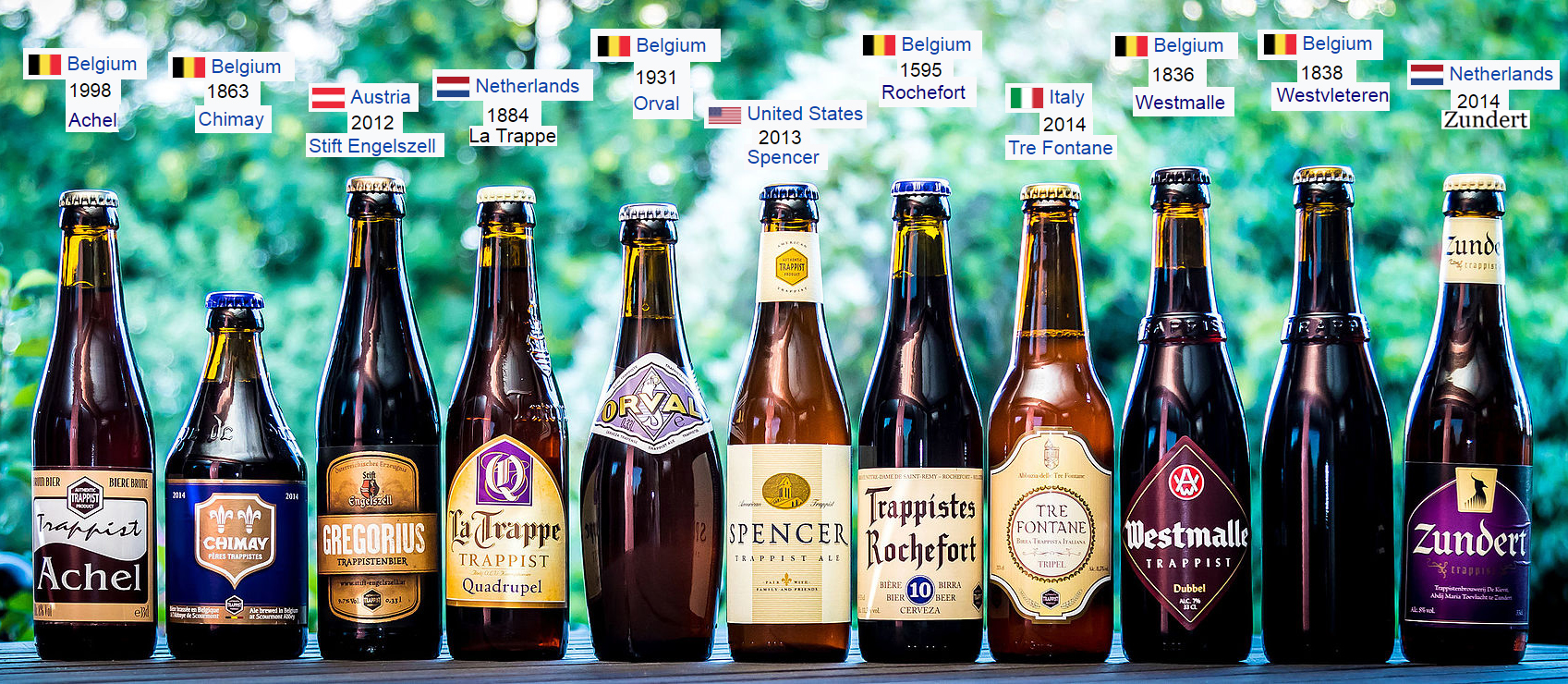
11 druhů trapistického piva

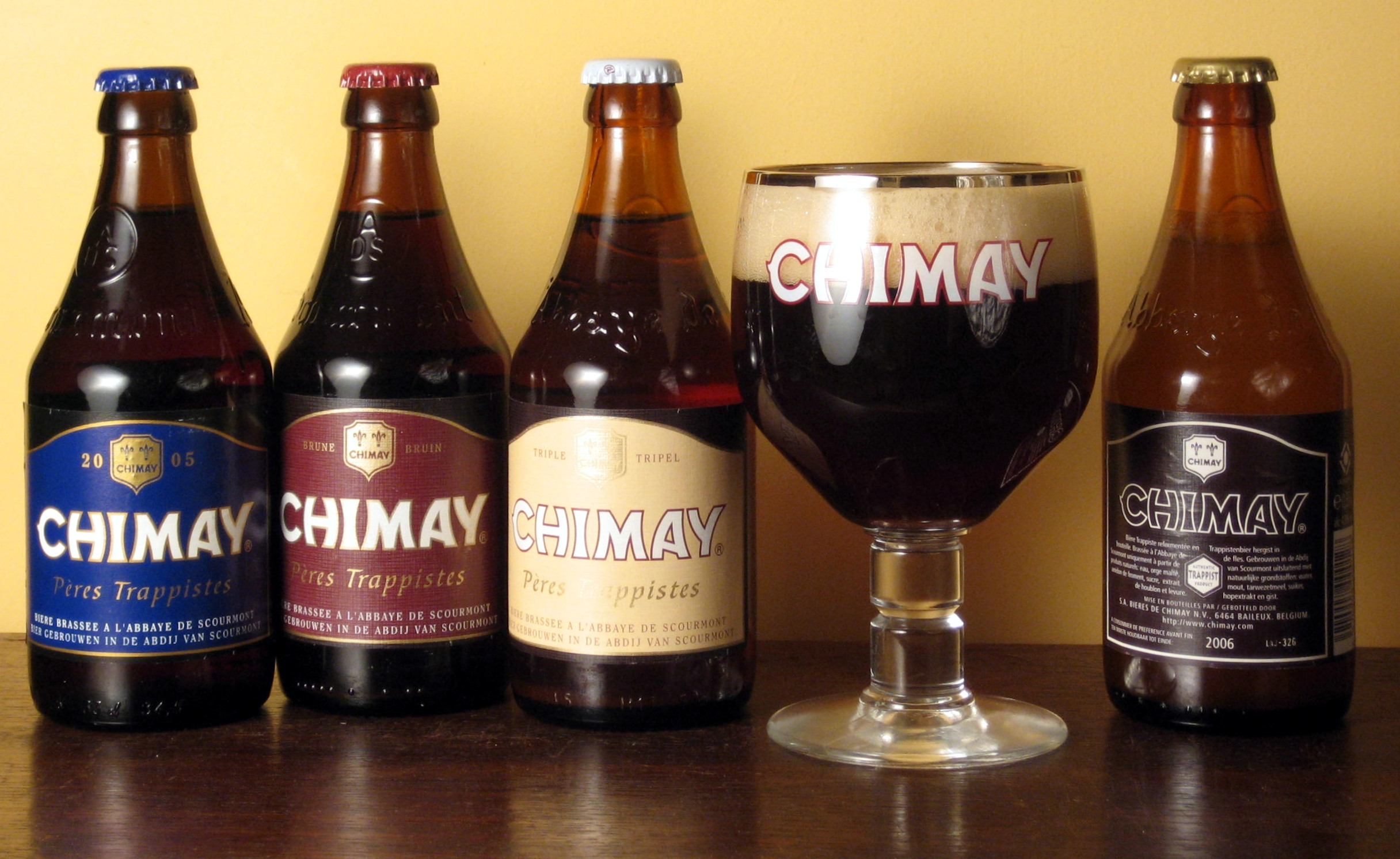
Trapista Chimay

Trapista je druh svrchně kvašeného piva vyráběného v trapistických klášterech buď přímo mnichy, nebo pod jejich dohledem. Trapistické pivo patří mezi belgická piva typu Ale či ječná vína. Aby mohlo být pivo označováno jako trapistické, musí splňovat přísná pravidla. Na světě existovalo donedávna jen sedm pivovarů, které mohly nazývat své pivo trapistou. V roce 2012 přibyl další trapistický pivovar v Rakousku. V roce 2013 pivovar v USA a v roce 2014 dva pivovary v Holandsku a Itálii. Celkem je jich tedy jedenáct. Nejznámějším z těchto trapistických klášterních pivovarů je Notre-Dame de Scourmount blízko města Chimay, v nejjižnější části Belgie nedaleko hranice s Francií.

## Obecné informace
Extrakt původní mladiny (EPM): 16 - 26 °P
Hořkost: 15 - 30 IBU

### Používané slady
Základem je světlý slad českého typu. Často se přidává slad mnichovský nebo vídeňský. Do světlých piv se někdy používá i světlý pšeničný slad. Množství karamelových sladů je maximálně 20 % sypání. Pražené slady se používají v množství pouze do 1 %.
Westmalle, Westvleteren, Chimay, Rochefort, Orval a Achel.

## Trapistické pivovary
| pivovar                                                   | země       | rok vzniku | roční výstav (2004) |
| --------------------------------------------------------- | ---------- | ---------- | ------------------- |
| Bières de Chimay                                          | Belgie     | 1863       | 123 000 hl          |
| Brasserie d'Orval                                         | Belgie     | 1931       | 45 000 hl           |
| Brasserie de Rochefort                                    | Belgie     | 1595       | 18 000 hl           |
| Brouwerij der Trappisten van Westmalle                    | Belgie     | 1836       | 120 000 hl          |
| Brouwerij Westvleteren/St Sixtus                          | Belgie     | 1838       | 4 750 hl            |
| Brouwerij der Sint-Benedictusabdij de Achelse Kluis/Achel | Belgie     | 1998       | 4 500 hl            |
| Brouwerij de Koningshoeven/La Trappe                      | Nizozemsko | 1884       | 145 000 hl          |
| Stift Engelszell                                          | Rakousko   | 2012       | 2 000 hl            |
| St. Joseph's Abbey                                        | USA        | 2013       | 4 694 hl            |
| Abdij Maria Toevlucht                                     | Nizozemsko | 2014       |                     |
| Tre Fontane Abbey                                         | Itálie     | 2014       | 2 000 hl            |

## Pravidla ochranné známky Trapistické pivo
- pivo musí být vařeno v prostorách kláštera a pod dohledem mnichů
- peníze z prodeje piva musí být použity pouze pro potřeby kláštera, nebo na pomoc chudým